# Arras
Arras je průmyslové město v severní Francii, sídlo départementu Pas-de-Calais. Bývalé hlavní město hrabství Artois však bylo zničeno za první světové války a velká část musela být postavena znovu.

## Poloha
Sousední obce jsou: Achicourt, Anzin-Saint-Aubin, Beaurains, Dainville, Duisans, Saint-Laurent-Blangy, Saint-Nicolas, Sainte-Catherine a Tilloy-lès-Mofflaines.

## Historie
Caesar město zmiňuje pod keltským názvem Nemetocenna a ve 4. století se nazývalo Nemetacum Atrebatum. Roku 685 zde sv. Vaast (Vedastus, Gaston) založil opatství a od 9. století zde sídlili flanderští vévodové. Od 12. století se zmiňují arraské látky a koberce, proslavené i na Blízkém Východě; největší sbírka je na krakovském Wawelu. Ve 14. a 15. století patřil Arras k Burgundsku a teprve 1649 se stal definitivně součástí Francie. Za francouzské revoluce byla zničena řada historických budov včetně katedrály a arraský rodák Maxmilien Robespierre se stal jedním z vůdců revoluce. 9. května 1915 se u města odehrála bitva u Arrasu, do níž se zapojila rota „Nazdar“ československých legionářů ve Francii. V letech 1914–1915 bylo město téměř úplně zničeno a poválečná obnova trvala až do roku 1925. Arras nicméně zaostával za sousedními městy (zejména Lille) a jisté oživení přineslo až zřízení univerzity a připojení na dálnici a TGV.

## Doprava
Arras leží na dálkové trati Paříž – Lille a má denně 12 spojů TGV. Na okraji města je křižovatka dálnic A1 (Paříž – Lille) a A26 (Remeš – Calais, tunel).

## Pamětihodnosti
- Náměstí hrdinů s radnicí, která má proslulou zvonici; v červenci se koná „Main Square Festival“ a další slavnosti a festivaly.
- Středověká věž (Le Beffroi), obnovená po roce 1920, která je symbolem města.
- Katedrála St-Vaast, trojlodní novogotická bazilika na troskách stavby románské (kolem 1030) a gotické (1396), hrob sv. Vaasta
- Musée des Beaux-Arts, významné muzeum a galerie starého umění  – v bývalém novogotickém objektu kláštera
- Barokní Vaubanova pevnost (citadela)
- Velké železniční nádraží z roku 1907
- Mont Saint Éloi (hora svatého Eligia), západně od města,  s troskami středověkého benediktinského kláštera, v němž žil Eligiův žák sv. Vindicien, zničeno za Velké francouzské revoluce; je odtud krásný pohled na město.

## Slavní rodáci
- Matyáš z Arrasu († 1352), dvorní architekt Karla IV., pohřbený v Praze
- Karel Bonaventura hrabě Buquoy (1571 Arras–1621 Nové Zámky), voják, velitel císařských vojsk
- Maximilien Robespierre (1758–1794), jeden z vůdců Francouzské revoluce.
- Eugène François Vidocq (1775-1857), kriminalista, zakladatel moderní kriminologie
- Louise Weissová (1893-1983), spisovatelka a feministka
- René Huyghe (1906–1997), spisovatel, člen Francouzské akademie, hlavní redaktor encyklopedie Larousse - Umění světa.
- Často zde pobývali malíř Camille Corot a básník Paul Verlaine, ve zdejších kasárnách sloužil Charles de Gaulle.

## Galerie

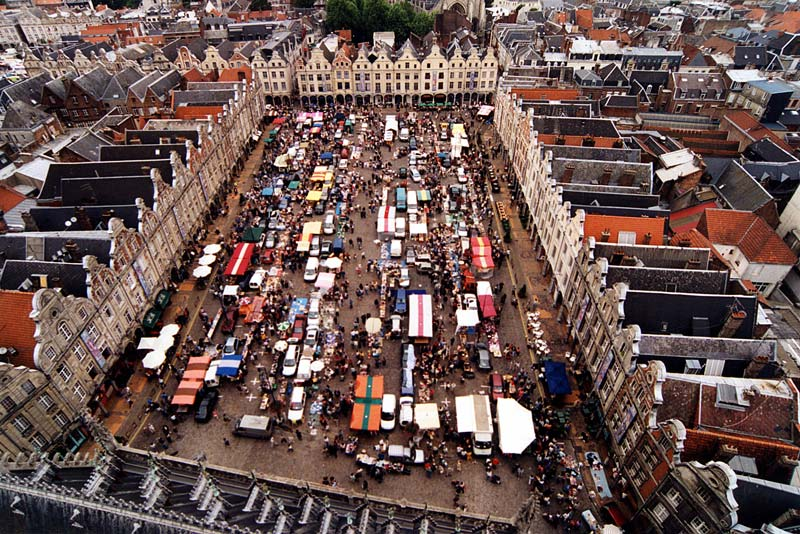
Petite place
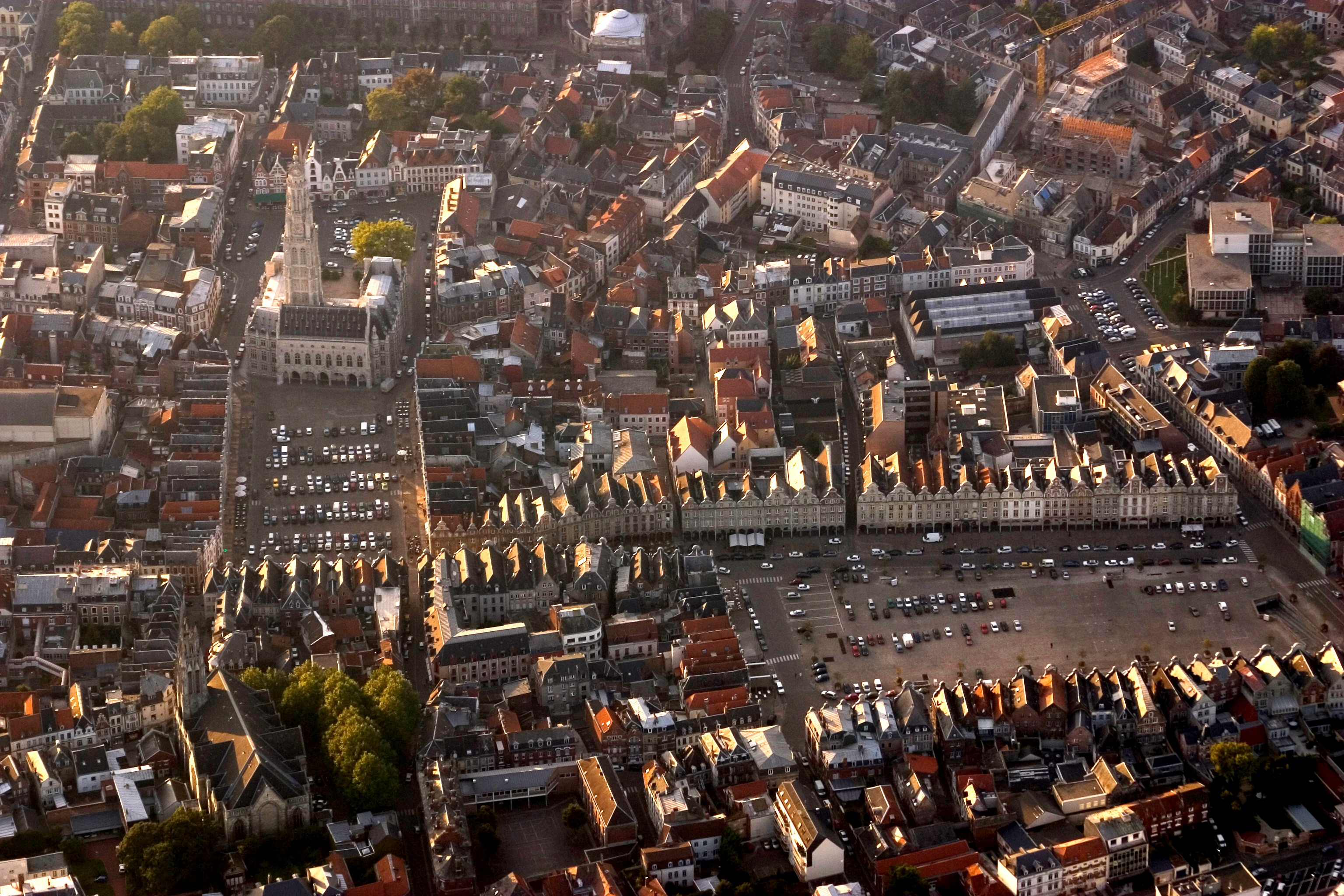
Náměstí hrdinů (vlevo) a Malé náměstí (vpravo)
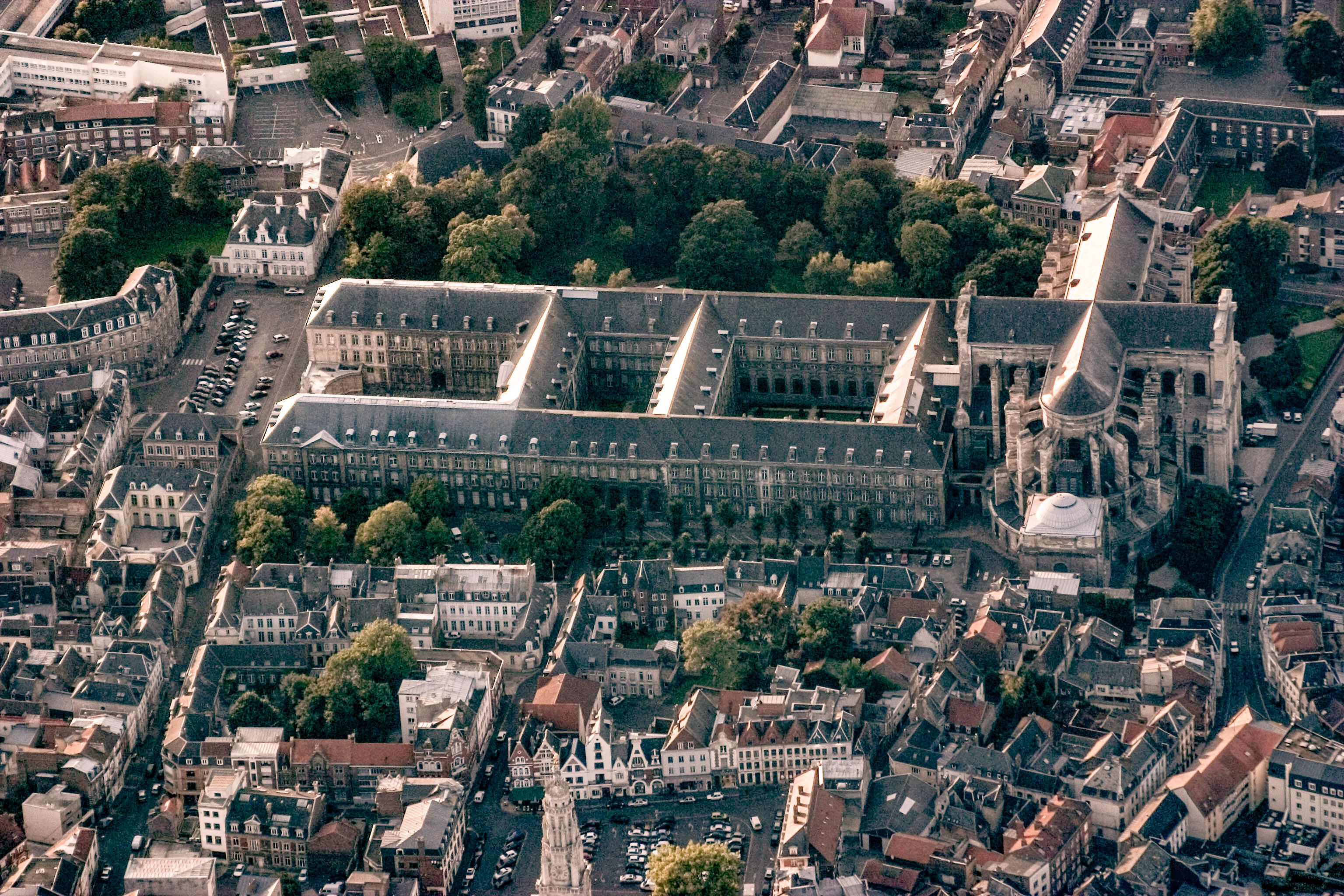
Bývalý klášter s katedrálou
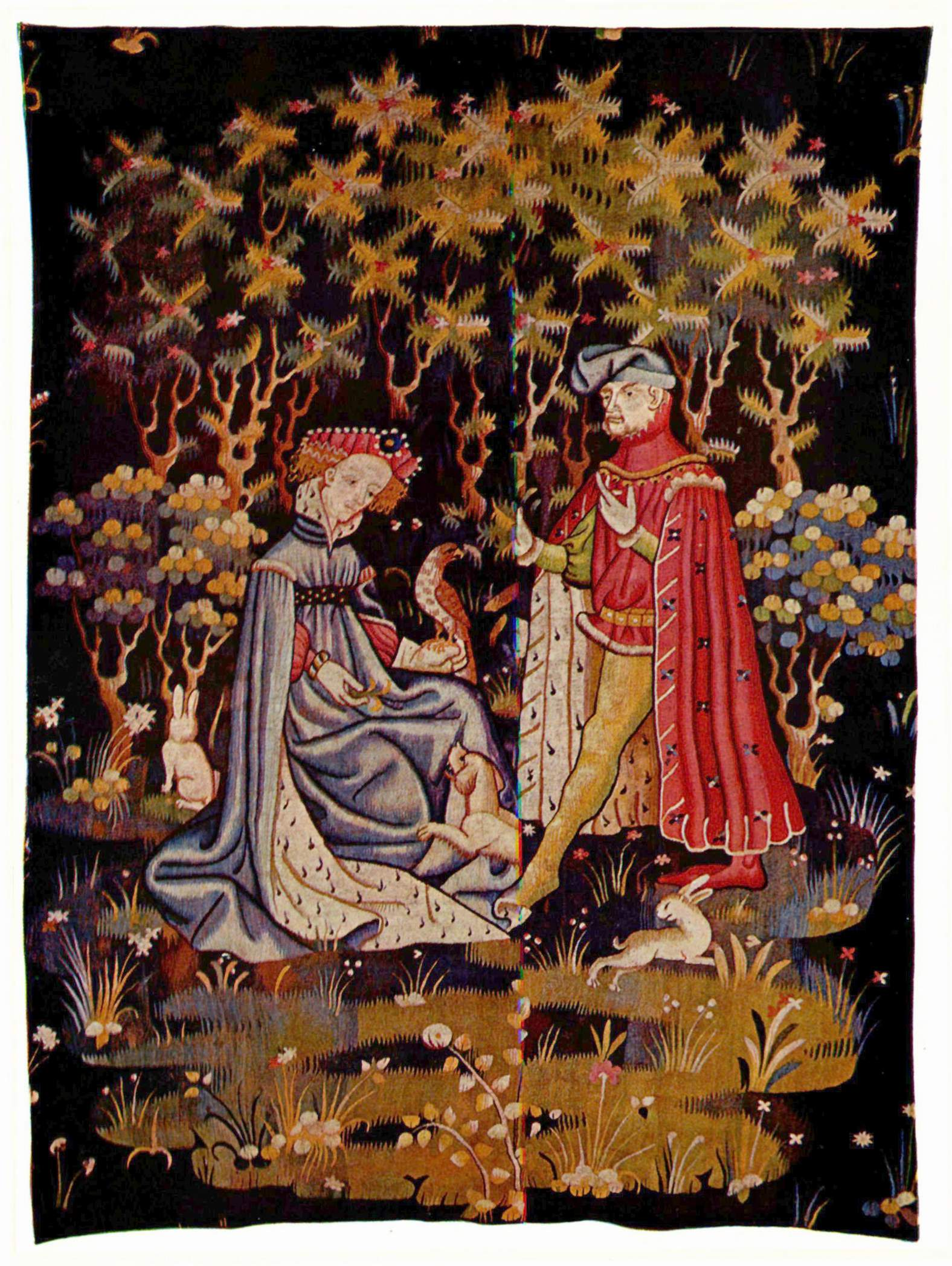
Gobelín z Arrasu (kolem 1410)
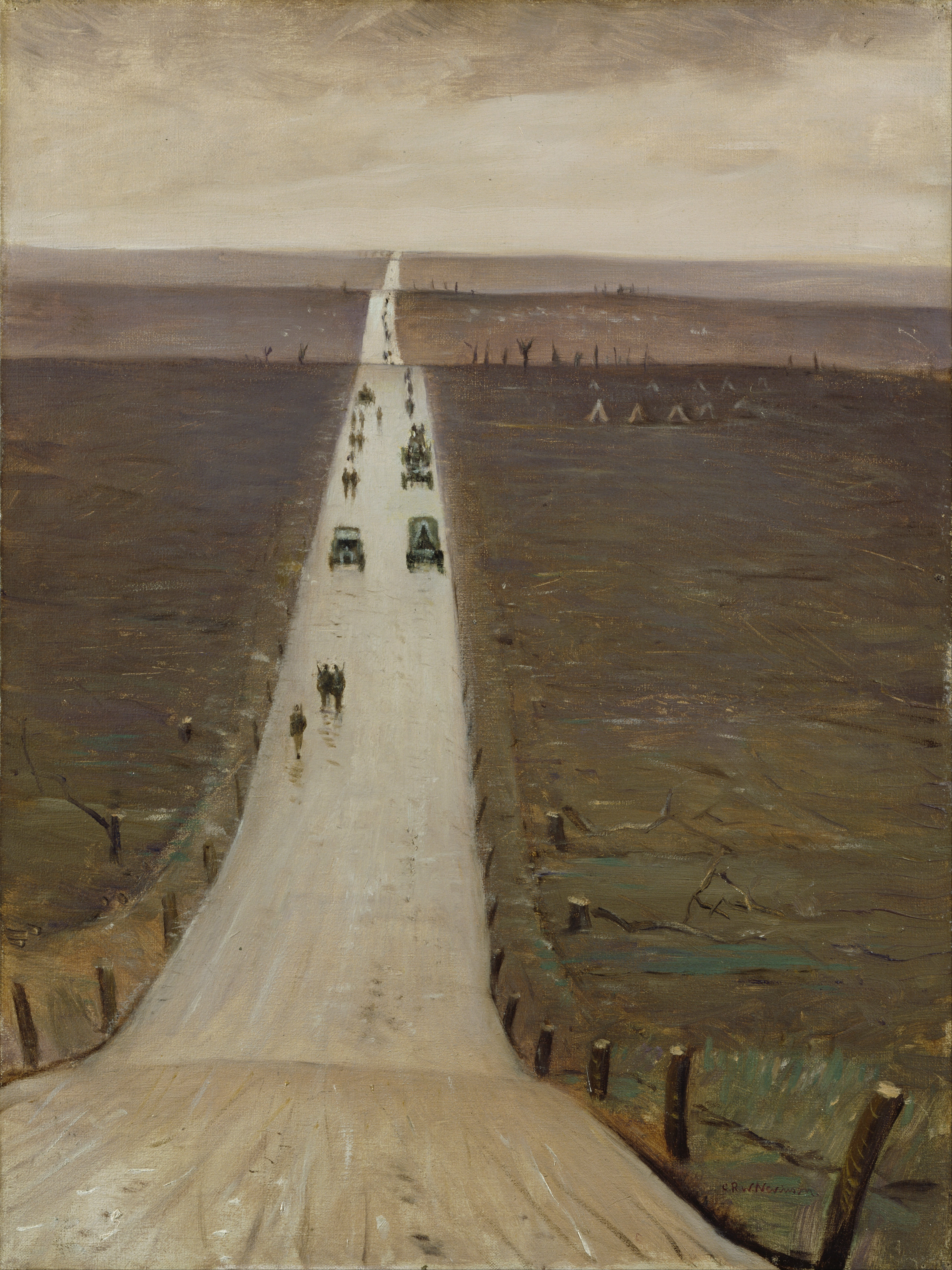
Christopher R. W. Nevinson: The Road from Arras to Bapaume (Silnice z Arrasu do Bapaume), 1917.